# Monochaetum humboldtianum
Monochaetum humboldtianum là một loài thực vật có hoa trong họ Mua. Loài này được Kunth ex Walp. mô tả khoa học đầu tiên.